# أليساندرو جياكوميل
اليساندرو جياكوميل (9 يوليو 1998 بادوفا - إيطاليا) هو لاعب كرة قدم في مركز حراسة المرمى، لعب مع نادي إمبولي الإيطالي، ولعب سابقًا مع نادي فيرتوس فيرونا الإيطالي، وكانت أول مشاركة دولية له مع المنتخب الإيطالي في عام 2015، كما وشارك مع المنتخب إيطاليا تحت 18 سنة لكرة القدم

## روابط خارجية
- اليساندرو جياكوميل على موقع قاعدة بيانات كرة القدم.إي يو (الإنجليزية)
- اليساندرو جياكوميل على موقع Soccerway.com (الإنجليزية)
- اليساندرو جياكوميل على موقع AS.com (الإسبانية)